# Elmer Takeo Kudo
Elmer Takeo Kudo (Honolulu, 10 juni 1942) is een Amerikaans componist, muziekpedagoog, ethnomusicoloog, arrangeur en fluitist.

## Levensloop
Kudo leerde eerst de trompet te bespelen, later veranderde hij van instrument en bespeelde dwarsfluit en een traditioneel Japans bamboe shakuhachi. Hij studeerde aan de Universiteit van Hawaï in Manoa en behaalde zijn Bachelor of Education alsook zijn Master of Arts in ethnomusicologie. Vervolgens studeerde hij aan de Indiana University in Bloomington en behaalde aldaar zijn Master of Music in muziektheorie. Zijn studies voltooide hij aan de Universiteit van Miami in Coral Gables en promoveerde tot Doctor of Musical Arts in compositie in 1980. Verder studeerde hij vanaf 1974 privé shakuhachi bij Goro Yamaguchi en hij deed onderzoek bij de shakuhachibouwer Chikamitsu Yoneda. 
Als muzikant werkte hij in nachtclubs en bij studio-opnames van andere artiesten werkte hij mee. Hij was lid van de Indiana University Jazz Band en won in 1966 een prijs tijdens het Notre Dame Jazz Festival. Kudo verleende zijn dienst in de United States Air Force Academy Band en was later arrangeur bij de United States Air Force Band in Washington D.C.. 
Als muziekpedagoog doceerde hij aan de University of Southern Colorado in Pueblo, aan de Universiteit van Miami in Coral Gables en aan de Universiteit van Hawaï in Hilo. Vanaf 1987 was hij docent voor compositie en muziektheorie aan de Universiteit van Hawaï in Manoa. Van 1994 tot 1998 was hij hoofd van de muziekafdeling van deze institutie. 
Als componist schreef hij werken voor verschillende genres. Sinds 1986 gebruikt hij in zijn instrumentaties ook de traditionele Japanse instrumenten zoals shakuhachi, taiko, koto, shamisen, dizi (=een Chinese dwarsfluit), gayageum (een Koreaanse citer), piri in combinatie met de bekende klassieke instrumenten. Vanaf 1990 componeert hij ook werken voor traditionele Japanse of Koreaanse instrumenten alleen of in combinatie. Kudo is lid van de Broadcast Music Incorporated (BMI).

## Composities

### Werken voor orkest
- 1979-1980 Dream chronicle, voor orkest[1]
- 1987 Alma mater "Pulelo Haʻaheo", voor samenzang en orkest - tekst: Kauanoe Kamana, Kalena Silva, Pila Wilson - gecomponeerd voor de inauguratie van de kanselier van de Universiteit Edward J. Kormondy
- 1996 Into the tranquil circle, voor shakuhachi solo, strijkorkest, slagwerk en harp
- 1999 Let Freedom Ring!, voor taiko solo en orkest
- Interlude

### Werken voor harmonieorkest
- 1968 Variants on a Popular Tune
- 1970 Partita, voor trompet en harmonieorkest
- 1987-1989 Reflections on a Japanese folk song, voor shakuhachi en harmonieorkest
- 1990 Elegy "In their prime", voor harmonieorkest - geschreven voor de Massed Bands tijdens het Maui Intermediate Band Festival in 1990
- Introduction, voor harmonieorkest

### Vocale muziek

#### Werken voor koor
- One, voor gemengd koor

#### Liederen
- Purple Verses, voor sopraan, viool, cello en piano

### Kamermuziek
- 1965 Music for brass, voor 2 trompetten en 2 trombones
- 1965 Study for woodwinds, voor houtblazers (dwarsfluit, hobo, klarinet en fagot)
- 2007 Play on Play, voor gayageum en klarinet
- Boxsteps for two, voor saxofoon en piano
- Fragments of "Once Upon a Time", voor dwarsfluit, piano, cello en 2 slagwerkers

### Werken voor traditionele Japanse instrumenten
- 2006 Chiru, voor shakuhachi en shamisen
- 2008 Liquid Paths, voor koto
- 2010 Ambient Blue, voor 3 koto en 2 shakuhachi
- 2010 Rain Patterns, voor koto
- East Dry!, voor shakuhachi, koto, shamisen en taiko-ensemble

## Publicaties
- Kinko Shakuhachi: One Maker's Approach / Shakuhachi Master Craftsman Yoneda Chikamitsu,  64 p., 2006 Edition (Reprint)
- samen met Leon H. Burton: SoundPlay: Understanding Music through Creative Movement, Reston, VA (1806 Robert Fulton Dr., Reston, VA 20191) : MENC, The National Association for Music Education, 2000. 112 p., ISBN 978-1-56545-130-8
- The Elements and Structure of Dream Chronicle, Thesis (D.M.A.), University of Miami, 1980. 498 p.
- Kinko Shakuhachi: One Maker's Approach, Thesis (M.A.), University of Hawaii, 1977., 121 p.
- An Investigation of Twelve-Tone Usage in George Rochberg's Symphony No. 2, Thesis (M.M.), Indiana University. 1974. 66 p.